# Mistrzostwa Świata w Zapasach 1967
Mistrzostwa Świata w Zapasach 1967 w stylu klasycznym odbyły się w Bukareszcie (Rumunia), a w stylu wolnym w Nowym Delhi (Indie).

## Tabela medalowa
| Lp. | Państwo           |   |   |   | Razem |
| --- | ----------------- | - | - | - | ----- |
| 1   | ZSRR              | 7 | 6 | 0 | 13    |
| 2   | Węgry             | 2 | 2 | 1 | 5     |
| 3   | Japonia           | 2 | 0 | 3 | 5     |
| 4   | Rumunia           | 1 | 3 | 1 | 5     |
| 5   | Iran              | 1 | 0 | 1 | 2     |
|     | Turcja            | 1 | 0 | 1 | 2     |
| 7   | Finlandia         | 1 | 0 | 0 | 1     |
|     | Francja           | 1 | 0 | 0 | 1     |
| 9   | Bułgaria          | 0 | 2 | 2 | 4     |
| 10  | Stany Zjednoczone | 0 | 1 | 2 | 3     |
| 11  | NRD               | 0 | 1 | 0 | 1     |
|     | Indie             | 0 | 1 | 0 | 1     |
| 13  | Czechosłowacja    | 0 | 0 | 1 | 1     |
|     | Mongolia          | 0 | 0 | 1 | 1     |
|     | Polska            | 0 | 0 | 1 | 1     |
|     | Korea Południowa  | 0 | 0 | 1 | 1     |
|     | Szwecja           | 0 | 0 | 1 | 1     |

## Medale

### Mężczyźni

#### Styl wolny
| Konkurencja |                    |                     |                      |
| ----------- | ------------------ | ------------------- | -------------------- |
| 52 kg       | Shigeo Nakata      | Rick Sanders        | O Jeong-ryong        |
| 57 kg       | Ali Alijew         | Bishambar Singh     | Abutaleb Talebi      |
| 63 kg       | Masaaki Kaneko     | Elkan Tedejew       | Michael Young        |
| 70 kg       | Abdollah Mowahhed  | Sarberg Beriaszwili | Enju Wyłczew         |
| 78 kg       | Daniel Robin       | Guram Sagaradze     | Tatsuo Sasaki        |
| 87 kg       | Boris Guriewicz    | Francisc Balla      | Dżigdżidijn Mönchbat |
| 97 kg       | Ahmet Ayık         | Szota Lomidze       | Said Mustafow        |
| +97 kg      | Aleksandr Miedwied | Osman Duralijew     | Larry Kristoff       |

#### Styl klasyczny
| Konkurencja |                    |                   |                    |
| ----------- | ------------------ | ----------------- | ------------------ |
| 52 kg       | Władimir Bakulin   | Cornel Turturea   | Imre Alker         |
| 57 kg       | Ion Baciu          | János Varga       | Tsutomu Hanahara   |
| 63 kg       | Roman Rurua        | Simion Popescu    | Hideo Fujimoto     |
| 70 kg       | Eero Tapio         | Antal Steer       | Vahap Pehlivan     |
| 78 kg       | Wiktor Igumenow    | Rudolf Vesper     | Jan Kårström       |
| 87 kg       | László Sillai      | Walentin Olenik   | Wacław Orłowski    |
| 97 kg       | Nikołaj Jakowienko | Bojan Radew       | Nicolae Martinescu |
| +97 kg      | István Kozma       | Anatolij Roszczin | Petr Kment         |